# Baudia
Baudia — подрод рода жужелиц из подсемейства Harpalinae (или Pterostichinae).

## Описание
Жужелицы длиной от 4 до 6 мм.